# Anthurium palacioanum
Anthurium palacioanum är en kallaväxtart som beskrevs av Thomas Bernard Croat. Anthurium palacioanum ingår i släktet Anthurium och familjen kallaväxter. Inga underarter finns listade.